# Howley
Howley est une ville canadienne située sur l'île de Terre-Neuve dans la province de Terre-Neuve-et-Labrador. Le services incluée, une motel/pub (Trapper's Lounge), magasin général (Howley Shopping Centre), et deux parcs à roulottes (Howley RV Park, et Grand Lake Tourist Park)

## Démographie
Dans 2021 la population de Howley est 196, en bas 205 en 2016.

## Le histoire
La ville de Howley est fondée au XIXe siècle après que le géologue James P. Howley a trouvé du charbon et établi une mine de charbon. Aux XIXe et XXe siècles, le chemin de fer de Terre-Neuve a été construit.